# Eufonius
eufonius es un grupo musical japonés de rock progresivo que debutó el 11 de octubre de 2003 con el lanzamiento de su primer álbum eufonius, como independiente. La banda ha realizado canciones para varios anime y videojuegos tales como Kashimashi ~Girl Meets Girl~, Himawari!, Noein y la novela visual CLANNAD de Key. La banda está conformada por dos miembros principales, Riya —vocalista, y quien escribe la mayoría de las letras— y Hajime Kikuchi —quien toca el teclado y realiza la composición, el arreglo y en ocasiones las letras de la canción—. También existe un tercer miembro, Masashi Ōkubo, quien es el miembro de apoyo del grupo. Hasta marzo de 2008 han lanzado once sencillos y cinco álbumes; también son presentadores de un programa de radio por Internet llamado Frequency-e desde mayo de 2005, con presentaciones a intervalos irregulares y con ocho emisiones hechas.

## Miembros
- Hajime Kikuchi (菊地 創 Kikuchi Hajime?): composición y arreglo en el teclado (en ocasiones escribe la letra)
- Riya: letra y vocal
- Masashi Ōkubo (大久保 将 Ōkubo Masashi?): miembro de apoyo

## Discografía

### Principales lanzamientos

#### Sencillos
- Habataku Mirai (はばたく未来?), 21 de octubre de 2004

1. Habataku Mirai (はばたく未来?) – opening del anime Futakoi
2. Yawarakai Kaze no Naka de (柔らかい風の中で?) – ending de Futakoi
3. Habataku Mirai (off vocal ver.) (はばたく未来?)
4. Yawarakai Kaze no Naka de (off vocal ver.) (柔らかい風の中で?)

- New World/Bokura no Jikan (New World／ぼくらの時間?), 27 de abril de 2005

1. Bokura no Jikan (ぼくらの時間?) – ending del anime Futakoi Alternative
2. Bokura no Jikan OFF VOCAL Ver. (ぼくらの時間?)

- Idea, 2 de noviembre de 2005

1. Idea – opening del anime Noein
2. eidos
3. Idea (off vocal)
4. eidos (off vocal)

- Koisuru Kokoro (恋するココロ?), 25 de enero de 2006

1. Koisuru Kokoro (恋するココロ?) – opening del anime Kashimashi ~Girl Meets Girl~
2. Nocturne (ノクターン Nokutān?)
3. Koisuru Kokoro (off vocal) (恋するココロ?)

- Taiyō no Kakera/Guruguru ~himawari version~ (太陽のかけら／ぐるぐる～himawari version～, "Taiyō no Kakera/Guruguru ~himawari version~"?), 10 de mayo de 2006

1. Guruguru ~himawari version~  (ぐるぐる?) – ending del anime Himawari!
2. Guruguru ~himawari version~  (off vocal ver.) (ぐるぐる?)

- Sorairo no Tsubasa/Kirakira (ソラ色のつばさ／きらきら, "Taiyō no Kakera/Guruguru ~himawari version~"?), 7 de febrero de 2007

1. Kirakira (きらきら?) – ending del anime Himawari, "Kirakira"
2. Kirakira (off vocal ver.) (きらきら?)

- Apocrypha, 25 de abril de 2007

1. Apocrypha – opening del anime Shinkyoku Sōkai Polyphonica
2. Rakuen (楽園?) – insert song del anime Shinkyoku Sōkai Polyphonica
3. Apocrypha Instrumental
4. Rakuen Instrumental (楽園?)

- Megumeru ~cuckool mix 2007~ (メグメル ~cuckool mix 2007~, "Taiyō no Kakera/Guruguru ~himawari version~"?), 26 de octubre de 2007 – opening del anime CLANNAD

- Reflectia (リフレクティア Rifurekutia?), 23 de enero de 2008

1. Reflectia (リフレクティア Rifurekutia?) – opening del anime True Tears
2. Elekto
3. Reflectia Instrumental (リフレクティア Rifurekutia?)
4. Elekto Instrumental

#### Álbumes
- 'Subarashiki Sekai (スバラシキセカイ, Subarashiki SekaiSubarashiki Sekai''?), 24 de mayo de 2006

1. Riria (リリア?)
2. Subarashiki Sekai (スバラシキセカイ?)
3. Bokura no Jikan (ぼくらの時間?)
4. Guruguru ~himawari version~ (ぐるぐる?)
5. Habataku Mirai ~album mix~ (はばたく未来?)
6. Balance (バランス Baransu?)
7. Yawarakai Kaze no Naka de (柔らかい風の中で, "Yawarakai Kaze no Naka de"?)

- metafysik, 24 de mayo de 2006

1. turning world – opening del anime Saishū Shiken Kujira
2. Kimi no Karachi (キミのかたち?) – image song de Mana Ishizuki en el anime sola
3. Apocrypha
4. Nocturne (ノクターン Nokutān?)
5. Tōi Natsuzora (遠い夏空?) – ending del anime Saishū Shiken Kujira
6. resonanz
7. Idea
8. wish – image song de Mizuki en el juego de PS2 Mabino x Sytle
9. eidos
10. Koisuru Kokoro (恋するココロ?)
11. Rakuen (楽園?)

### Lanzamientos independientes

#### Sencillos
- Guruguru (ぐるぐる?), 2 de mayo de 2004

1. Guruguru (ぐるぐる?)
2. Hoshiwatari (ホシワタリ?)
3. Habataku Mirai (はばたく未来?)
4. Guruguru (sin Riya) ( ぐるぐる?)

- Chiisana Uta (ちいさなうた?), 25 de agosto de 2005

1. Chiisana Uta (ちいさなうた?)
2. Rakugaki (ラクガキ?)
3. Shunkan (瞬間?)
4. Chiisana Uta (instrumental) (ちいさなうた?)

#### Álbumes
- eufonius, 11 de octubre de 2003

1. Boku no Takaramono (ボクノタカラモノ?)
2. Sora no Kage (空の影?)
3. Marmelo (album mix) (マルメロ Marumelo?)
4. Little March (リトル・マーチ, Ritoru Māchi?)
5. Hikari no Kajitsu (光の果実?)
6. marumero～saphir cero

- eufonius+, 27 de abril de 2005

1. Boku no Takaramono (ボクノタカラモノ?)
2. Sora no Kage (空の影?)
3. Marmelo (album mix) (マルメロ Marumelo?)
4. Little March (リトル・マーチ, Ritoru Māchi?)
5. journey song (eufonius ver.)
6. Hikari no Kajitsu (光の果実?)
7. Guruguru (ぐるぐる?)
8. Hoshiwatari (ホシワタリ?)
9. Tsunagu Sora (eufonius ver.) ( つなぐ空?)
10. Al-tarf (アルタルフ Aru-tarufu?)
11. rond et rond
12. marumero～saphir cero

- Σ, 31 de enero de 2007

1. ring
2. fantajius
3. Hikaru no Ame (光の雨?)
4. Rubaezh (ルベージュ Rubēji?)
5. Veruca (ベルーカ Berūka?)
6. delete
7. Narcissus (ナルキッソス Narukissosu?) – opening del juego de PC Narcissu: Side 2nd

### Otros
- CLANNAD Original Soundtrack, 13 de agosto de 2004
  - Megumeru (メグメル?)
  - Megumeru – cuckool mix –  (メグメル – cuckool mix –?)

- Megumeru ~frequency⇒e Ver.~, 14 de julio de 2007

- CLANNAD Movie Soundtrack, 21 de noviembre de 2007
  - Megumeru ~frequency⇒e Ver.~ (メグメル ~frequency⇒e Ver.~?)
  - Marmelo ~fildychrom~ (マルメロ, Marumero ~fildychrom~?)
  - Chiisana Tenohira ~eufonius Ver.~ ( 小さな手のひら?)

- Soshite Ashita no Sekai yori— Image Album, 22 de noviembre de 2007
  - Sanpomichi (散歩道?)
  - Yūzora Waltz (夕空ワルツ  Yūzora Warutsu?)

- True Tears Original Soundtrack, 27 de febrero de 2008
  - Reflectier (リフレクティア Rirurekutia?)
  - Aburamushi no Uta Demo Track Ver. ( アブラムシの唄 デモトラックVer.?)

## Radio por Internet
eufonius realiza un programa a través de la radio por Internet, llamado frequency-e y cuyo estreno fue el 30 de mayo de 2005. Las emisiones son conducidas por Riya y Hajime Kikuchi, y son disponibles vía descarga en la página oficial de eufonius. eufonius tenía planeado emitir cada programa mensualmente, pero debido a su trabajo solo transmiten entre dos y tres veces al año en períodos irregulares. Hacia marzo de 2008, solo han realizado ocho emisiones. El programa consiste principalmente en una conversación entre los miembros de eufonius, responder mensajes de los oyentes o dar información general acerca de las producciones de la banda.